# Stictocephala stimulea
Stictocephala stimulea är en insektsart som beskrevs av Van Duzee. Stictocephala stimulea ingår i släktet Stictocephala och familjen hornstritar. Inga underarter finns listade i Catalogue of Life.